# Endometrioza
Endometrioza je naziv za stanje koje karakteriše nalaz i rast tkiva endometrijuma (unutarnji sloj maternice) izvan endometrijuma i miometrijuma maternice. Nalaz endometrija u miometriju naziva se adenomioza (nekad lat. endometriosis interna). Takav „ektopičana“ endometrija ima isti istološki značaj kao i normalna endometrija.
Normalan endometrijum u maternici se tokom menstrualnog ciklusa odljušti i izlazi iz tela. Kod endometrioze, ektopično tkivo reaguje na hormonske promene kao i normalni endometrijum. Tako odljuštene ćelije i krv obično ne mogu izaći iz tela i uzrokuju razne promene kao što su: unutarnje krvarenje, upala, bol, ožiljci ili neki drugi simptomi na organima koji nisu deo ženskog polnog sistema (mokraćni sistem, probavni sistem, središnji živčani sistem).

## Simptomi
Glavni i najčešći simptom endometrioze je karlični bol. Bol je obično srazmeran proširenosti bolesti, iako neke žene ne osećaju, ili osećaju vrlo mali bol, uprkos znatne raširenosti i uznapredovalosti bolesti. Bol može biti i intenzivan, uprkos vrlo malom žarištu endometrioze. Symptoms of endometriosis-related pain may include:
Ostali simptomi mogu uključivati:
- dismenoreja, koja može biti progresivna
- hronični bol (u donjem delu leđa i zdelici, ili trbušni bol)
- dispareunija
- bolna peristaltika ili bolno mokrenje (dizurija)
- obilno menstruacijsko krvarenja (menoragija)
- mučnina i povraćanje
- premenstrualno ili intermenstrualno mrljasto krvarenje, tzv. "spotting"
- neplodnost (npr. endometrioza može uzrokovati opstrukciju jajovoda)
- opstrukcija creva ili opstrukcija u mokraćnom sistemu

## Lokalizacija i klasifikacija
Endometrioza se najčešće nalazi u karličnim strukturama:
- jajnici
- jajovodi
- stražnja strana maternice i stražnja udubina u peritoneumu (lat. excavatio rectouterina - Daglasov prostor)
- prednja strana maternice i prednja udubina u peritoneumu (lat. excavatio vesicouterina)
- maternični ligamenti - široki (lat. ligamentum rotundum uteri) ili okrugli (lat. ligamentum latum uteri)
- creva, naročito slepo crevo
- mokraćna bešika
- endometrioza se može širiti u vrat maternice i stidnicu ili na mesta hirurških rezova u abdomenu.
- veoma retko, pluća ili druge delove tela

Endometrioza se klasifikuje kao minimalna, blaga, umerena ili teška (I-IV), nakon laparaskopske procene broja i veličine žarišta, te prisustva priraslica.

## Teorije o nastanku endometrioze
Teorije o nastanku endometrioze razvijaju se u dva glavna pravca. Jedan predstavlja ideju metaplazije epitela određenog organa, u epitel endometrija, dok druga razmatra ideju endometriotskog implantanta, tj. dolaska endometrijskih ćelija do određenog mesta implantacije.

## Komplikacije
Najčešća komplikacija endometrioze je neplodnost. Zavisno od lokalizacije endometrioza može uzrokovati adhezije u crevima ili mokraćnom sistemu, što može uzrokovati probleme sa prohodnošću delova sistema. Retko endometriozu možemo naći u središnjem živčanom sistemu, gde može uzrokovati vrlo različite neurološke simptome ili u plućima.
U žarištima endometrioze može doći do hiperplazije (kao i u endometrijumu - hiperplazija endometrijuma) ili do razvoja zloćudnog tumora.

## Lečenje
Lečenje endometrioze može biti tretirano lekovima, hirurški ili kombinovano (preoperativno medikamentno ili postoperativno medikamentno).

## Spoljašnje veze
- Endometrioza на веб-сајту  (језик: енглески)
- Endometriosis fact sheet from womenshealth.gov

|  | Molimo Vas, obratite pažnju na važno upozorenje u vezi sa temama iz oblasti medicine (zdravlja). |